# Yoroko-Peulh
Ne doit pas être confondu avec Yoroko.
Yoroko-Peulh est une commune située dans le département de Zabré de la province de Boulgou dans la région du Centre-Est au Burkina Faso.